# Richard Knopper
Richard Knopper (ur. 29 sierpnia 1977 w Rijswijk) – holenderski piłkarz grający na pozycji ofensywnego pomocnika.

## Życiorys
Knopper jest wychowankiem Feyenoordu, jednak grał tylko w zespole juniorskim i nie przebił się do pierwszego zespołu. W 1993 roku trafił do juniorów Ajaksu Amsterdam, a w 1997 roku awansował do pierwszej drużyny. W tym samym roku, 9 listopada, zadebiutował w Eredivisie, w wygranym 5:0 meczu ze Spartą Rotterdam. W 1998 roku zdobył mistrzostwo kraju, ale oprócz debiutu tylko jeszcze jeden raz pojawił się na boisku. W sezonie 1998/1999 grał już więcej, a w sezonie 1999/2000 był już zawodnikiem wyjściowej jedenastki, zdobył 15 goli i uznano go Najlepszym Młodym Piłkarzem Ajaksu. W kolejnych dwóch sezonach Knopper stracił miejsce w składzie, gdyż nowy trener Co Adriaanse przestał stawiać na zawodnika. Richard miał niewielki udział, głównie z powodu kontuzji, w wywalczeniu drugiego w karierze mistrzostwa Holandii w sezonie 2001/2002.
Latem 2002 Knopper przeszedł na zasadzie wypożyczenia do greckiego Arisu Saloniki. Strzelił zaledwie 1 gola i zajął z Arisem 6. miejsce w Alpha Ethniki. W 2003 roku Knopper wrócił do Holandii i przez jeden sezon grał w SC Heerenveen, dla którego zdobył 9 bramek i zajął 4. miejsce. W sezonie 2004/2005 Knopper był już piłkarzem Vitesse Arnhem i w Arnhem grał także w całym kolejnym sezonie. Sezon 2006/2007 rozpoczął także w Vitesse, ale na wiosnę trafił do ADO Den Haag, z którym spadł z ligi.
| Sezon   | Klub           | Kraj     | Rozgrywki               | Mecze | Bramki |
| ------- | -------------- | -------- | ----------------------- | ----- | ------ |
| 1997/98 | AFC Ajax       | Holandia | Eredivisie              | 2     | 0      |
| 1998/99 | AFC Ajax       | Holandia | Eredivisie              | 11    | 0      |
| 1999/00 | AFC Ajax       | Holandia | Eredivisie              | 33    | 15     |
| 2000/01 | AFC Ajax       | Holandia | Eredivisie              | 8     | 3      |
| 2001/02 | AFC Ajax       | Holandia | Eredivisie              | 12    | 1      |
| 2002/03 | Aris FC        | Grecja   | Alpha Ethniki           | 21    | 1      |
| 2003/04 | SC Heerenveen  | Holandia | Eredivisie              | 32    | 9      |
| 2004/05 | Vitesse Arnhem | Holandia | Eredivisie              | 24    | 5      |
| 2005/06 | Vitesse Arnhem | Holandia | Eredivisie              | 23    | 3      |
| 2006/07 | ADO Den Haag   | Holandia | Eredivisie              | 15    | 2      |
| 2007/08 | ADO Den Haag   | Holandia | Eredivisie              | 25    | 5      |
| 2008/09 | ADO Den Haag   | Holandia | Eredivisie              | 32    | 10     |
| 2009/10 | ADO Den Haag   | Holandia | Eredivisie              | 13    | 0      |
|         |                |          | Łącznie w Eredivisie    | 205   | 53     |
|         |                |          | Łącznie w Alpha Ethniki | 21    | 1      |